# Jim DeRogatis
James Peter DeRogatis (Jersey City, 2 settembre 1964) è un giornalista statunitense.

## Biografia
Critico musicale, ha scritto articoli per giornali come Spin, Guitar World e Modern Drummer. Per il Chicago Sun-Times, svolge il ruolo di critico di musica pop. Cerca di distinguersi da altri critici musicali, promuovendo band non famose, che tuttavia lo stanno per divenire.
Nel 1982, quando era all'Hudson Catholic Regional High School, condusse una delle ultime interviste del critico di musica rock Lester Bangs, due settimane prima che morisse con una overdose di droga. Questo episodio, lo ispirò nella stesura del suo primo libro, Let it Blurt, ossia una biografia del defunto critico musicale.
DeRogatis è noto per essere stato licenziato da Rolling Stone, dopo una critica negativa all'album Fairweather Johnson degli Hootie & the Blowfish. Non si è risparmiato nemmeno nei confronti di gruppi musicali più blasonati, come gli U2, i R.E.M. e i The Rolling Stones, accusandoli di fare concerti in grandi stadi e arene, vendendo i biglietti con prezzi elevati quanto la loro età.
DeRogatis suona la batteria in una cover band dei Wire, gli Ex-Lion Tamers, mentre con i Vortis, ha realizzato due album, anche se il terzo è pronto all'uscita.